# 礼社村
礼社村，是中华人民共和国江苏省无锡市惠山区玉祁街道下辖的一个村。
2010年7月22日，无锡市惠山区玉祁街道礼社村公布为第五批中国历史文化名村；
2012年12月17日，无锡市惠山区玉祁街道礼社村公布为第一批中国传统村落。